# Phubbing

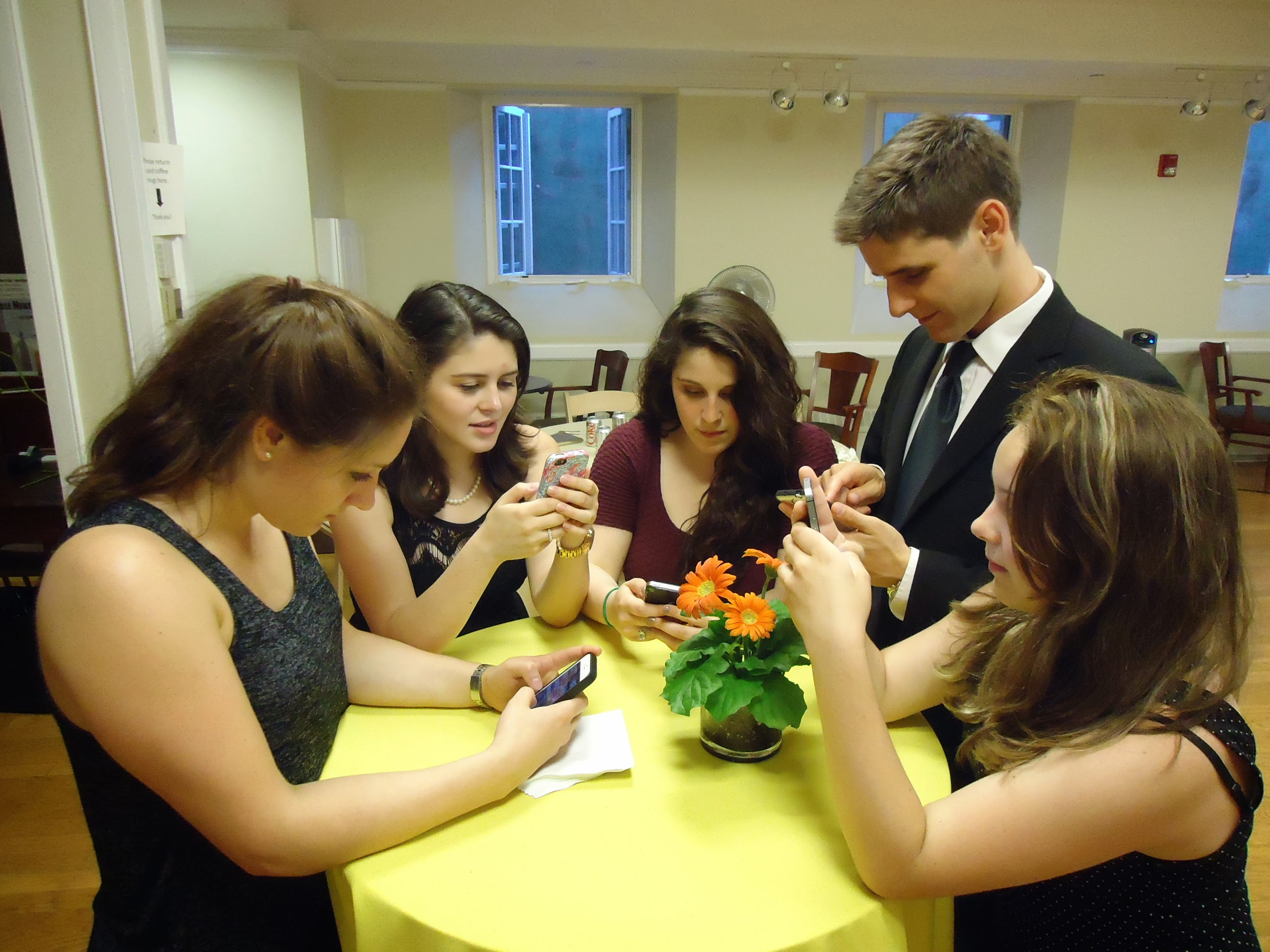
Mehrere Menschen verwenden ihre Mobiltelefone an einem Tisch

Phubbing (Aussprache: [ˈfʌb.ɪŋ], Kofferwort aus engl. ,phone‘ / ,Telefon‘ und ,snubbing‘ / ‚brüskieren‘) bezeichnet den unangemessenen Gebrauch eines Mobiltelefons in einer sozialen Situation, also einen Verstoß gegen die Handy-Etikette.

## Geschichte des Worts
Der Begriff entstand 2012 für eine Marketingkampagne des australischen Wörterbuchverlages Macquarie Dictionary. Die Werbeagentur McCann Erickson erfand für den Kunden das Wort und die fiktive virale Kampagne Stopphubbing. Weltweit berichteten Medien über den sich angeblich verbreitenden Begriff für eine Handy-Etikette, das Verhalten von Handynutzern und die vermeintliche Kampagne gegen die damit verbundene Unhöflichkeit. Im Oktober 2013 wurde bekannt, dass der angebliche Student Alex Haigh, der die Kampagne gestartet hatte, in Wirklichkeit für die Werbeagentur arbeitete. Ein Spot mit dem Titel A Word Born über die Werbekampagne für das Wörterbuch wurde veröffentlicht. Das Cambridge Dictionary nahm das Wort im November 2013 auf. In den folgenden Jahren bürgerte es sich im Sinne der Erfinder ein, um die als störend empfundene Nutzung eines Smartphones zu beschreiben. Phubbing ist seit den 2010er Jahren Gegenstand zahlreicher kommunikationswissenschaftlicher und sozialpsychologischer Studien.

## Definition
Das Wort wurde definiert als die Angewohnheit, sich mit dem Handy oder Smartphone zu beschäftigen, während man die Menschen, mit denen man gerade gesellschaftlich verkehrt, vernachlässigt. Zugleich wird indirekt darauf hingewiesen, dass dieses Verhalten in der Gesellschaft nicht nur von anderen Menschen als unhöflich empfunden wird, sondern es auch eine kommunikative Barriere oder Abschottung darstellt.

## Soziale Aspekte

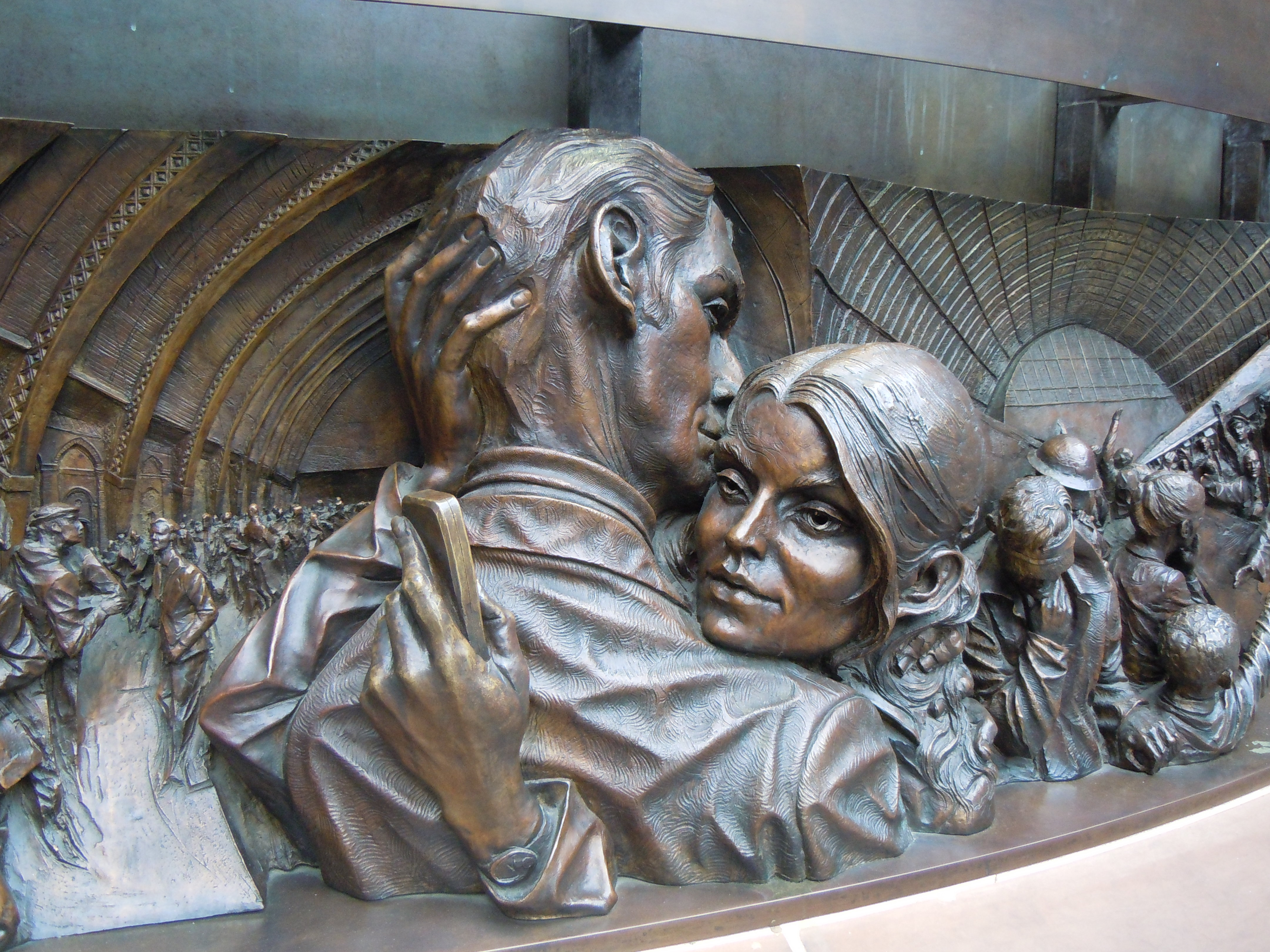
Frau mit Mobiltelefon während einer Umarmung auf dem Sockelrelief der Skulptur The Meeting Place von Paul Day im Londoner Bahnhof St Pancras

Ein entscheidender Faktor, der Phubbing begünstigt, ist laut einer Studie aus dem Jahr 2021 die persönliche Einstellung. Wer sich nicht daran stört, wenn andere aufs Handy schauen, neigt stärker zu einer ausgrenzenden Telefonnutzung in Gegenwart anderer. Gleichzeitig erleben Personen mit einer positiveren Einstellung zu Phubbing dieses Verhalten auch häufiger von anderen. Diejenigen, die ihr Telefon zuerst benutzen, phubben dabei tendenziell häufiger. Hingegen scheint weniger relevant zu sein, wie gut man die Beziehung zum Gegenüber bewertet: Eine geringere Wertschätzung der sozialen Interaktion erhöht zwar die allgemeine Telefonnutzung, nicht jedoch das ausgrenzende Phubbing. Besonders anfällig, so die Studie, seien Liebespartner sowie Freunde. Phubbing könne dazu führen, dass die Zufriedenheit mit sozialen Interaktionen wie Gesprächen oder gemeinsamen Erlebnissen sinkt und man sie weniger wertschätzt. Langfristig könne dieses Verhalten zur Distanzierung der Betroffenen führen. Phubbing wurde auch als Form digitaler Willensschwäche (gr. Akrasia) gedeutet.